# Giovanni Melis Fois
Giovanni Melis Fois (Sorgono, 7 ottobre 1916 – Fonni, 3 settembre 2009) è stato un vescovo cattolico italiano.

## Biografia
Nato a Sorgono il 7 ottobre del 1916, è stato ordinato sacerdote nel 1939 e ha esercitato la sua missione sacerdotale nell'arcidiocesi di Oristano, fino a divenire vicario generale.
Nel 1963 è stato nominato da Giovanni XXIII vescovo di Ampurias e Tempio.
Nel 1970 è stato nominato da Paolo VI vescovo di Nuoro: ha guidato la diocesi con polso fermo per ben 22 anni, sempre in prima linea nel denunciare il malessere e le sofferenze delle genti di Barbagia e delle Baronie.
Durante il suo episcopato sono state beatificate Maria Gabriella Sagheddu di Dorgali (1983) e Antonia Mesina di Orgosolo (1987); nel 1985 ha accolto Giovanni Paolo II, primo papa in visita pastorale a Nuoro; nel 1989 ha indetto il primo sinodo diocesano di Nuoro, celebrato nel 1990.
Tra le sue pubblicazioni si ricordano: Un Anno Mariano per la pacificazione (1972), La mia testimonianza (1974), La Chiesa è Comunione (1980), Pacificazione e comunione (1982), Chiesa di Nuoro in cammino (1985), Chiesa di Nuoro tra luci ed ombre (1988) La Chiesa di Nuoro alle soglie del Duemila (1992).
Nel 1992 ha lasciato l'incarico per aver raggiunto l'età stabilita dal diritto canonico per la dispensa dagli incarichi episcopali. Si è ritirato in un convento a Genoni, un piccolo paese del Sarcidano vicino al suo paese natale.
È deceduto il 3 settembre 2009 all'età di 92 anni, in seguito a un infarto che lo ha colto mentre si trovava raccolto in preghiera in una cappella della parrocchia di San Giovanni Battista di Fonni.

## Genealogia episcopale
La genealogia episcopale è:
- Cardinale Scipione Rebiba
- Cardinale Giulio Antonio Santori
- Cardinale Girolamo Bernerio, O.P.
- Arcivescovo Galeazzo Sanvitale
- Cardinale Ludovico Ludovisi
- Cardinale Luigi Caetani
- Cardinale Ulderico Carpegna
- Cardinale Paluzzo Paluzzi Altieri degli Albertoni
- Papa Benedetto XIII
- Papa Benedetto XIV
- Papa Clemente XIII
- Cardinale Marcantonio Colonna
- Cardinale Giacinto Sigismondo Gerdil, B.
- Cardinale Giulio Maria della Somaglia
- Cardinale Carlo Odescalchi, S.I.
- Cardinale Costantino Patrizi Naro
- Cardinale Lucido Maria Parocchi
- Cardinale Andrea Carlo Ferrari
- Arcivescovo Ernesto Maria Piovella, O.SS.C.A.
- Vescovo Francesco Cogoni
- Arcivescovo Sebastiano Fraghì
- Vescovo Giovanni Melis Fois